# Markus Gruber (Verwaltungsjurist)
Markus Gruber (* 12. Februar 1962 in München) ist ein deutscher Verwaltungsjurist. Er ist seit 2019 Amtschef des Bayerischen Staatsministeriums für Familie, Arbeit und Soziales.

## Leben

### Ausbildung
Gruber schloss 1981 das Abitur am Maximiliansgymnasium München ab und leistete anschließend von 1981 bis 1983 Zivildienst im Alten- und Servicezentrum Altstadt (München). Danach studierte er mit einem Stipendiat der Bischöflichen Studienförderung Cusanuswerk und der Studienstiftung des deutschen Volkes von 1983 bis 1992 Rechtswissenschaften an der Ludwig-Maximilians-Universität München. Nach Ablegen der beiden Staatsexamen war er von 1992 bis 1993 Assistent am Lehrstuhl für Europäisches und Internationales Wirtschaftsrecht und erlangte 1995 die Promotion an der Universität München. 

### Laufbahn
Er wechselte 1996 als Referent in das Staatsministerium für Arbeit und Sozialordnung, Familie, Frauen und Gesundheit. Ab 1998 übernahm er verschiedene Aufgaben in der CSU-Fraktion im Bayerischen Landtag, unter anderem als Grundsatzreferent des Fraktionsvorsitzenden Alois Glück (CSU). Im März 2004 stieg er zum Fraktionsgeschäftsführer der CSU-Fraktion auf. Nach langjähriger Tätigkeit in der Fraktion war er unter Ministerin Emilia Müller (CSU) vom 15. September 2014 bis zum 31. Oktober 2019 Ministerialdirektor im Bayerischen Staatsministerium für Arbeit und Soziales, Familie und Integration (21. März 2018 in Bayerisches Staatsministerium für Familie, Arbeit und Soziales umbenannt).
Gruber trat zum 1. November 2019 unter Ministerin Kerstin Schreyer (CSU) als Amtschef des Bayerischen Staatsministerium für Familie, Arbeit und Soziales die Nachfolge von Michael Höhenberger an.